# Sylvie Valayre
Sylvie Valayre (* 1964 in Paris) ist eine französische Opernsängerin (Sopran: lyrischer, jugendlich-dramatischer und dramatischer Sopran sowie dramatischer Koloratursopran).

## Leben

### Ausbildung
In Paris geboren, studierte sie am dortigen Konservatorium bei Lehrern wie Christiane Eda-Pierre und Régine Crespin. Sie nahm an Meisterkursen von Cathy Berberian, Galina Wischnewskaja, Gino Bechi, Paul von Schilawsky und Giuseppe Di Stefano, der sie später für ein Konzert an seiner Seite im Théâtre du Châtelet auswählte, teil. Nach Abschluss ihres Gesangsstudiums in Paris studierte sie außerdem mit Charaktertenor Sergio Tedesco in Rom und mit Mezzosopran Catherine Green in New York.

### Frühe Karriere
Ihr Debüt als Opernsängerin gab Sylvie Valayre im Jahr 1984 als Maria Malibran in einer „Hommage an die Malibran“ am Théâtre Marigny in Paris, in der sie Ausschnitte aus Opern wie Semiramide und Norma vortrug. Kurz darauf wurde sie von Mstislaw Rostropowitsch und Galina Wischnewskaja an die Oper von Rom eingeladen, um dort die Titelrolle in deren Produktion von Rimski-Korsakowas Die Zarenbraut zu gestalten.
Mimi in La Bohème, Tosca in Tosca, Magda in La rondine, Violetta in La traviata, Norma in Norma, Leonore in Fidelio, Manon in Manon Lescaut, Thaïs in Thaïs, Adina in Der Liebestrank, Liù in Turandot, die Infantin in Der Zwerg von Zemlinsky, La voix humaine von Poulenc waren weitere Partien, die bereits in dieser Zeit zu ihrem Repertoire gehörten. Ab dem Jahr 1993 trat sie in großen italienischen Opernhäusern in Werken wie La voix humaine (Triest, Genua, Neapel), Cavalleria rusticana (Triest, Bologna), L’heure espagnole und Il segreto di Susanna (Triest) auf.
Im Jahr 1995 debütierte sie in den Niederlanden in der Rolle der Lady Macbeth in Verdis Macbeth, später eine ihrer bedeutendsten Rollen.

### Internationaler Durchbruch und Karriere
In einem Gastspiel des Teatro La Fenice Venedig in Warschau debütierte Valayre 1996 in der Rolle der Elisabetta in Don Carlo. Dem schlossen sich innerhalb weniger Monate ihr Rollen- und Hausdebüt in Nabucco am Royal Opera House Covent Garden in London sowie ihr Debüt in der Londoner Royal Albert Hall in Don Carlo an.
Im Jahr 1997 wurde sie von der Mailänder Scala eingeladen, dort in der Titelpartie von Ponchiellis La Gioconda zu debütieren. Ihrem Debüt in Mailand folgten in kurzer Zeit weitere in berühmten Konzerthallen und Opernhäusern: Verdis Jérusalem in der Carnegie Hall New York, Nabucco in Zürich unter Nello Santi sowie Aida, Tosca und Nabucco in der Arena von Verona, Macbeth in Paris und Tosca in Berlin. Darauf folgten im Januar 2000 ihre ersten Vorstellungen an der Metropolitan Opera in Madama Butterfly. Im weiteren Verlauf des Jahres 2000 trat sie an der Seite von Mario Malagnini und Bruna Baglioni als Aida in der Arena von Verona auf.
Das Jahr 2001 führte sie an die Lyric Opera Chicago als Tosca, nach Madrid mit Verdis Requiem, nach Brüssel (La Monnaie) mit Macbeth, nach Berlin für die Titelrolle in Aida sowie nach Macerata als Norma.
Wichtige Auftritte des Jahres 2002 waren ihre erste Chrysothemis (Elektra) in Madrid unter Daniel Barenboim, Tosca an der Metropolitan Opera in New York unter Daniel Oren sowie Salome in Washington D. C. unter Heinz Fricke sowie an der Mailänder Scala.
Im September und Oktober 2002 kehrte sie nach New York an die Metropolitan Opera zurück, um mit Plácido Domingo und unter James Levine ihr Rollendebüt als Maddalena in Andrea Chénier zu geben. Es folgte eine Neuproduktion von La Gioconda in Zürich unter der musikalischen Leitung von Nello Santi.
Die Spielzeit 2003/04 wurde von einigen für Valayre bedeutsamen Rollendebüts wie dem in der Rolle der Turandot in Berlin unter Kent Nagano; dem der Kaiserin in Die Frau ohne Schatten, ebenfalls in Berlin unter Christian Thielemann, dem der Minnie in La fanciulla del West in Zürich und ihrem Debüt in der Rolle der Amelia in Un ballo in maschera in Turin geprägt. Tosca an der Metropolitan Opera und der Wiener Staatsoper zählten zu weiteren wichtigen Auftritte dieser Saison. Im August 2004 trat Valayre zusammen mit Plácido Domingo im Galakonzert La corona di pietra in der Arena von Verona auf.
2004/05 war sie unter anderem als Salome mit den Wiener Philharmonikern sowie mit dem Orchester der Accademia Nazionale di Santa Cecilia in Rom, in Nabucco und Fedora an der Wiener Staatsoper, als Tosca an der Metropolitan Opera New York und in Washington D. C., in einer Neuproduktion von Manon Lescaut in Zürich unter Nello Santi und als Aida in den Caracalla-Thermen in Rom unter der musikalischen Leitung Plácido Domingos zu erleben.
In der Spielzeit 2005/06 wurde sie erneut von Placido Domingo nach Washington D. C. eingeladen, um dort an dessen Seite als Fedora aufzutreten. Salome, Macbeth und Turandot an der Staatsoper Unter den Linden, Tosca in Zürich sowie Aida an der Wiener Staatsoper folgten. Außerdem wirkte sie in wichtigen Neuproduktionen wie Macbeth in Parma (Festival Verdi) unter Bruno Bartoletti (einschließlich DVD-Produktion von TDK) und Ernani in der Berliner Philharmonie mit.
Neben La fanciulla del West und Andrea Chénier an der Deutschen Oper Berlin im Herbst 2006 war Sylvie Valayre in der Spielzeit 2006/07 unter anderem als Manon Lescaut in Miami und in der Rolle der Desdemona in Verdis Otello beim Warschauer Beethoven-Festival zu Gast. Die Saison wurde mit einer Neuproduktion von Verdis Macbeth an der Glyndebourne Festival Opera und bei den London Proms, beides unter der musikalischen Leitung von Wladimir Jurowski, abgeschlossen.
Auftritte in den Jahren 2007/08 umfassten Tosca an der Pariser Oper, Manon Lescaut in Genua, Nabucco an der Deutschen Oper Berlin und Turandot in Tel Aviv. Außerdem gestaltete Valayre im Juli 2008 ein großes Solorecital beim Klassikfestival Musiques au coeur in Antibes. Im August 2008 war sie in zwei Konzerten mit dem Israel Symphonie Orchestra in São Paulo zu hören, in denen sie Richard Strauss Vier letzte Lieder sowie den Sopranpart in Ludwig van Beethovens 9. Symphonie vortrug.
Zentrale Partie der Spielzeit 2008/09 war die Rolle der Turandot, die Sylvie Valayre unter anderem an der Semperoper Dresden, der Staatsoper Berlin sowie in Washington D.C. unter der Leitung von Plácido Domingo verkörperte. In der Titelpartie von Verdis Aida in einer Neuproduktion von Peter Konwitschny debütierte sie an der Oper Leipzig, war als Tosca an der San Diego Opera, als Lady Macbeth an der Semperoper Dresden und an der Staatsoper Berlin zu hören.
2009/10 folgten Auftritte als Abigaille in Verdis Nabucco an der San Diego Opera, als Tosca an der Staatsoper Berlin, als Aida an der Oper Leipzig sowie das Rollendebüt als Odabella in Giuseppe Verdis Attila in Marseille. In der Titelpartie von Puccinis Turandot debütierte sie an der Oper von Monte-Carlo und eröffnete unter der musikalischen Leitung von Lorin Maazel das neue Opernhaus von Kanton in China.
2010/11 kehrte Sylvie Valayre an die Opéra Bastille in Paris zurück, als Giorgetta in Puccinis Il tabarro unter der musikalischen Leitung von Philippe Jordan. Außerdem war sie in einer Galavorstellung von Madama Butterfly in Mannheim als Cio-Cio San zu hören und debütierte an der Pekinger Oper als Turandot sowie an der Oper von Kopenhagen als Kaiserin in Die Frau ohne Schatten.
Im November 2011 war sie erstmals als Carmen (Oper) beim Festival Ninon Vallin zu hören.
2013 singt sie ein Konzert in London sowie ihre erste Senta in Der fliegende Holländer beim Montepulciano Festival.

## Aufnahmen
- 1984: La Malibran, Théâtre Marigny, Paris, DVD
- 1991: Raffaello de Banfield: Una lettera d'amore di Lord Byron, Gianfranco Masini; Orchestra Sinfonica dell'Emilia Romagna Arturo Toscanini, CD, Ermitage ERM 403
- 1991: Felice Lattuada: Le preziose ridicole, Gianfranco Masini; Orchestra Sinfonica dell'Emilia Romagna Arturo Toscanini, CD, Aura Classics
- 1992: Philippe Hersant: Le Chateau des Carpathes, David Robertson; Orchestre Philharmonique de Montpellier, CD,
- 1995: Jean-Louis Florentz: Mary's prayer at Golgotha, Jean-Jacques Kantorow; Paris Orchestral Ensemble, DVD, Goldline Classics
- 2004: La corona di pietra - Galakonzert aus der Arena di Verona mit Placido Domingo (Bellini: Finale aus Norma), Orchestra dell’Arena di Verona, DVD, Sony - BMG
- 2006: Giuseppe Verdi: Macbeth, Bruno Bartoletti; Orchestra del Teatro Regio di Parma, DVD, TDK Music
- 2007: Christmas Album (Sylvie Valayre singt die englische Volksweise What Child is This?), Camerata of London, CD, MSM-CD

## Links zu Audio- und VideoBeispielen
Audio
- In questa reggia (Turandot), Berlin 2003
- Vissi d'Arte (Tosca), Washington D.C. 2005
- Qui Radamès verrà (Aida), München 2006
- Surta è la notte (Ernani), Berlin 2006
- Link zu zahlreichen, aktuellen Audiobeispielen (unter anderem Nabucco, Otello und Turandot von 2007) (Memento vom 20. Mai 2011 im Internet Archive)

Video
- Prode guerrier (Nabucco), Arena di Verona 2000 (Memento vom 20. Mai 2011 im Internet Archive)
- Ben io t'invenni ... Anch'io dischiuso (Nabucco), Arena di Verona 2000 (Memento vom 20. Mai 2011 im Internet Archive)
- Su me... morente (Nabucco), Arena di Verona 2000 (Memento vom 20. Mai 2011 im Internet Archive)